# Route nationale 152 (Argentine)
Pour les articles homonymes, voir route nationale 152.

La Ruta Nacional 152 est une route d'Argentine entièrement asphaltée, qui traverse le sud de la province de La Pampa, reliant le km 249 de la route nationale 35 et la localité de Casa de Piedra, sur la rive gauche du río Colorado, au niveau de la frontière avec la province de Río Negro. La route est longue de 290 km.
Elle fait partie de l'itinéraire le plus court pour joindre Buenos Aires à la Haute Vallée du Río Negro et les villes de Neuquén et Bariloche.
La route passe par le parc national Lihué Calel.

## Localités traversées
Province de La Pampa : Parcours de 290 km (km 0 à 290).
- Département d'Utracán : General Acha (km 29).
- Département de Lihuel Calel : parc national Lihué Calel.
- Département de Curacó : Puelches (km 181).
- Département de Puelén : Casa de Piedra (km 290).